# Fabrice Martin
Fabrice Martin (* 11. September 1986 in Bayonne) ist ein französischer Tennisspieler.

## Karriere
Fabrice Martin feierte 5 Einzel- und 24 Doppeltitel auf der ITF Future Tour, auf der er bis 2015 spielte. Auf der ATP Challenger Tour siegte er von 2013 bis 2019 insgesamt acht Mal, darunter auch einmal im Einzel.
Seine erste Doppelpartie auf der ATP World Tour bestritt er 2012 bei den Open Sud de France in Montpellier an der Seite von Kenny de Schepper, als sie in der ersten Runde das Duo Flavio Cipolla und Michail Jelgin besiegten. Anschließend unterlagen sie Paul Hanley und Jamie Murray in zwei Sätzen. Mit Oliver Marach gewann er im Januar 2016 in Chennai seinen ersten Doppeltitel auf der World Tour.

## Erfolge
| Legende (Anzahl der Siege)  |
| Grand Slam                  |
| ATP World Tour Finals       |
| ATP World Tour Masters 1000 |
| ATP World Tour 500 (1)      |
| ATP World Tour 250 (7)      |
| ATP Challenger Tour (8)     |

| ATP-Titel nach Belag |
| Hartplatz (7)        |
| Sand (1)             |
| Rasen (0)            |

### Einzel

#### Turniersiege
| Nr. | Datum         | Turnier  | Belag     | Finalgegner       | Ergebnis        |
| --- | ------------- | -------- | --------- | ----------------- | --------------- |
| 1   | 31. Juli 2011 | Recanati | Hartplatz | Kenny de Schepper | 6:1, 6:76, 7:63 |

### Doppel

#### Turniersiege

##### ATP World Tour
| Nr. | Datum            | Turnier      | Belag         | Partner         | Finalgegner                      | Ergebnis           |
| --- | ---------------- | ------------ | ------------- | --------------- | -------------------------------- | ------------------ |
| 1.  | 10. Januar 2016  | Chennai      | Hartplatz     | Oliver Marach   | Austin Krajicek Benoît Paire     | 6:3, 7:5           |
| 2.  | 21. Februar 2016 | Delray Beach | Hartplatz     | Oliver Marach   | Bob Bryan Mike Bryan             | 3:6, 7:67, [13:11] |
| 3.  | 7. Januar 2017   | Doha         | Hartplatz     | Jérémy Chardy   | Vasek Pospisil Radek Štěpánek    | 6:4, 7:63          |
| 4.  | 24. Februar 2019 | Marseille    | Hartplatz (i) | Jérémy Chardy   | Ben McLachlan Matwé Middelkoop   | 6:3, 6:74, [10:3]  |
| 5.  | 5. Mai 2019      | Estoril      | Sand          | Jérémy Chardy   | Jonny O’Mara Luke Bambridge      | 7:5, 7:63          |
| 6.  | 18. Januar 2020  | Adelaide     | Hartplatz     | Máximo González | Ivan Dodig Filip Polášek         | 7:612, 6:3         |
| 7.  | 24. Oktober 2021 | Antwerpen    | Hartplatz (i) | Nicolas Mahut   | Wesley Koolhof Jean-Julien Rojer | 6:0, 6:1           |
| 8.  | 4. März 2023     | Dubai        | Hartplatz     | Maxime Cressy   | Lloyd Glasspool Harri Heliövaara | 7:62, 6:4          |

##### ATP Challenger Tour
| Nr. | Datum              | Turnier              | Belag         | Partner          | Finalgegner                        | Ergebnis           |
| --- | ------------------ | -------------------- | ------------- | ---------------- | ---------------------------------- | ------------------ |
| 1.  | 13. Juli 2013      | Istanbul             | Hartplatz     | James Cluskey    | Brydan Klein Ruan Roelofse         | 3:6, 6:3, [10:5]   |
| 2.  | 20. Oktober 2013   | Mouilleron-le-Captif | Hartplatz (i) | Hugo Nys         | Henri Kontinen Adrián Menéndez     | 3:6, 6:3, [10:8]   |
| 3.  | 14. August 2015    | Portorož             | Hartplatz     | Purav Raja       | Aljaksandr Bury Andreas Siljeström | 7:65, 4:6, [18:16] |
| 4.  | 19. September 2015 | Stettin              | Sand          | Tristan Lamasine | Federico Gaio Alessandro Giannessi | 6:3, 7:64          |
| 5.  | 4. Oktober 2015    | Orléans              | Hartplatz (i) | Tristan Lamasine | Ken Skupski Neal Skupski           | 6:4, 7:62          |
| 6.  | 3. Februar 2019    | Quimper              | Hartplatz (i) | Hugo Nys         | David Pel Antonio Šančić           | 6:4, 6:2           |
| 7.  | 31. März 2019      | Saint-Brieuc         | Hartplatz (i) | Jonathan Erlich  | Jonathan Eysseric Antonio Šančić   | 7:62, 7:62         |

#### Finalteilnahmen
| Nr. | Datum              | Turnier     | Belag         | Partner                | Finalgegner                              | Ergebnis          |
| --- | ------------------ | ----------- | ------------- | ---------------------- | ---------------------------------------- | ----------------- |
| 1   | 8. Februar 2015    | Zagreb      | Hartplatz (i) | Purav Raja             | Marin Draganja Henri Kontinen            | 4:6, 4:6          |
| 2   | 12. Juni 2016      | Stuttgart   | Rasen         | Oliver Marach          | Marcus Daniell Artem Sitak               | 7:64, 4:6, [8:10] |
| 3.  | 2. Oktober 2016    | Shenzhen    | Hartplatz     | Oliver Marach          | Fabio Fognini Robert Lindstedt           | 6:74, 3:6         |
| 4.  | 30. Oktober 2016   | Wien        | Hartplatz (i) | Oliver Marach          | Łukasz Kubot Marcelo Melo                | 6:4, 3:6, [11:13] |
| 5.  | 12. Februar 2017   | Montpellier | Hartplatz (i) | Daniel Nestor          | Alexander Zverev Mischa Zverev           | 4:6, 7:63, [7:10] |
| 6.  | 7. Mai 2017        | München     | Sand          | Jérémy Chardy          | Juan Sebastián Cabal Robert Farah        | 3:6, 3:6          |
| 7.  | 29. Oktober 2017   | Basel       | Hartplatz (i) | Édouard Roger-Vasselin | Ivan Dodig Marcel Granollers             | 5:7, 6:76         |
| 8.  | 8. Juni 2019       | French Open | Sand          | Jérémy Chardy          | Kevin Krawietz Andreas Mies              | 2:6, 6:73         |
| 9.  | 29. September 2019 | Chengdu     | Hartplatz     | Jonathan Erlich        | Nikola Čačić Dušan Lajović               | 6:79, 6:3, [3:10] |
| 10. | 20. September 2020 | Rom         | Sand          | Jérémy Chardy          | Marcel Granollers Horacio Zeballos       | 4:6, 7:5, [8:10]  |
| 11. | 7. Februar 2021    | Melbourne   | Hartplatz     | Jérémy Chardy          | Nikola Mektić Mate Pavić                 | 6:72, 3:6         |
| 12. | 9. Oktober 2022    | Astana      | Hartplatz (i) | Adrian Mannarino       | Nikola Mektić Mate Pavić                 | 4:6, 2:6          |
| 13. | 26. Februar 2023   | Marseille   | Hartplatz (i) | Nicolas Mahut          | Santiago González Édouard Roger-Vasselin | 6:4, 6:74, [7:10] |
| 14. | 21. Juli 2024      | Gstaad      | Sand          | Ugo Humbert            | Yuki Bhambri Albano Olivetti             | 6:3, 3:6, [6:10]  |

## Abschneiden bei Grand-Slam-Turnieren

### Doppel
| Turnier         | 2013 | 2014 | 2015 | 2016 | 2017 | 2018 | 2019 | 2020 | 2021 | 2022 | 2023 | 2024 | Karriere |
| --------------- | ---- | ---- | ---- | ---- | ---- | ---- | ---- | ---- | ---- | ---- | ---- | ---- | -------- |
| Australian Open | —    | —    | —    | 2    | 2    | AF   | 2    | 2    | 1    | 1    | HF   | —    | HF       |
| French Open     | 1    | 1    | —    | 2    | 1    | 1    | F    | AF   | 2    | 2    | 1    | 1    | F        |
| Wimbledon       | —    | —    | 1    | AF   | 2    | 1    | 2    |      | AF   | 2    | 2    | 2    | AF       |
| US Open         | —    | —    | 2    | 2    | AF   | AF   | AF   | 1    | 2    | 1    | 1    | 2    | AF       |

### Mixed
| Turnier         | 2016 | 2017 | 2018 | 2019 | 2020 | 2021 | 2022 | 2023 | 2024 | Karriere |
| --------------- | ---- | ---- | ---- | ---- | ---- | ---- | ---- | ---- | ---- | -------- |
| Australian Open | —    | AF   | 1    | —    | 1    | 1    | 1    | —    | —    | AF       |
| French Open     | AF   | 1    | —    | 1    |      | —    | 1    | VF   | —    | VF       |
| Wimbledon       | 1    | 2    | 2    | 2    |      | 2    | —    | 1    | AF   | AF       |
| US Open         | 1    | AF   | —    | VF   |      | VF   | —    | —    | 1    | VF       |

Zeichenerklärung: S = Turniersieg; F, HF, VF, AF = Einzug ins Finale / Halbfinale / Viertelfinale / Achtelfinale; 1, 2, 3 = Ausscheiden in der 1. / 2. / 3. Hauptrunde; nicht ausgetragen